# Fotbal Club Voluntari
Maillots
Le FC Voluntari est un club de football professionnel roumain basé à Voluntari dans le Județ d'Ilfov, fondé en 2010.

## Historique
En 2015, le club est promu en première division pour la première fois de son histoire.

## Palmarès
- Liga II
  - Champion : 2015
- Liga III
  - Champion : 2013–14
- Liga IV
  - Vice-champion : 2012–13
- Coupe de Roumanie
  - Vainqueur : 2016–17
  - Finaliste : 2021-22
- Supercoupe de Roumanie
  - Vainqueur : 2017

## Joueurs emblématiques
- Florin Cernat
- Costin Lazăr
- Daniel Pancu
- Lucian Sânmărtean
- John Goossens
- Hamed Koné
- Aïssa Laïdouni